# الأثر المفاجئ (فلم)
الأثر المفاجئ (بالإنجليزية: Sudden Impact) هو فيلم من أفلام الممثل الكبير والشهير والأسطورة كلنت ايستود. وكان بطلها بشخصية من أحد أشهر الشخصيات السينمائية «هاري القذر» وكان هذا خامس أفلام هذه الشخصية، في سنة 1983.

## الميزانية والإيرادات
بلغت تكلفة إنتاج الفيلم حوالي 22 مليون دولار بينما حقق أرباحا تقدر بـ 67642693 دولار.

## وصلات خارجية
- مقالات تستعمل روابط فنية بلا صلة مع ويكي بيانات